# Saimiri boliviensis
Singe-écureuil de Bolivie, Sapajou à tête noire
 (novembre 2011).
Si vous disposez d'ouvrages ou d'articles de référence ou si vous connaissez des sites web de qualité traitant du thème abordé ici, merci de compléter l'article en donnant les références utiles à sa vérifiabilité et en les liant à la section « Notes et références ».
Espèce
Statut de conservation UICN

 LC  : Préoccupation mineure
Statut CITES
Le Singe-écureuil de Bolivie (Saimiri boliviensis) est une espèce de primate de la famille des Cebidae.

## Dénominations
Singe-écureuil de Bolivie , Singe-écureuil bolivien, Sapajou à tête noire,.
Black-capped squirrel monkey. Bolivian squirrel monkey (S. b. boliviensis), peruvian squirrel monkey (S. b. peruviensis). Frailecillo (Pérou). Tsigeri (ethnie matsigenka du parc national de Manú, Pérou). Mono amarillo ou chichilo (Bolivie).

## Distribution

Répartition.

Bolivie, Pérou (haute Amazonie) et ouest du Brésil.

## Sous-espèces
Le nombre de sous-espèces est incertain (2, 3 ou 4 selon les auteurs) :

### Saïmiri de Bolivie (S. b. boliviensis)
Vit en Bolivie (nord, centre et est) sur la moitié de la superficie du pays (Pando-Beni-Santa Cruz, au nord jusqu’au bassin du haut Rio Madeira), sud-est du Pérou (dans le bassin du Río Ucayali entre 50 et 500 m d’altitude), nord-ouest du Brésil entre les Rios Juruá et Purús. Apparemment, ferait une incursion dans le sud-est du Rondônia (Pimenta Bueno) alors que partout ailleurs dans le reste de cet État le Saïmiri à dos doré (S. ustus) est attesté, si bien que la Sierra de Pacaas Novos pourrait jouer un rôle de frontière naturelle entre ces deux espèces.

### Saïmiri du Pérou (S. b. peruviensis)
Vit au Centre-nord du Pérou (entre le Río Huallaga à l’ouest, le Río Tapiche à l’est, le Río Marañon au nord et 8°S au sud au-delà du Río Abujao), entre 90 et 800 m d’altitude.

### Saïmiri du Brésil
Deux sous-espèces controversées sont endémiques de l’ouest du Brésil entre les Rios Juruá à l’ouest et Purús à l’est :
- S. b. pluvialis dans la région du Rio Juruá ;
- S. b. jaburuensis dans la région du Rio Purús, que Groves synonymise à S. b. boliviensis.

## Habitat
Forêt pluviale, primaire et secondaire. Affectionne la proximité des cours d’eau.

## Sympathie et association
S’associe avec les sapajous et les capucins (Cebus spp.).

## Description

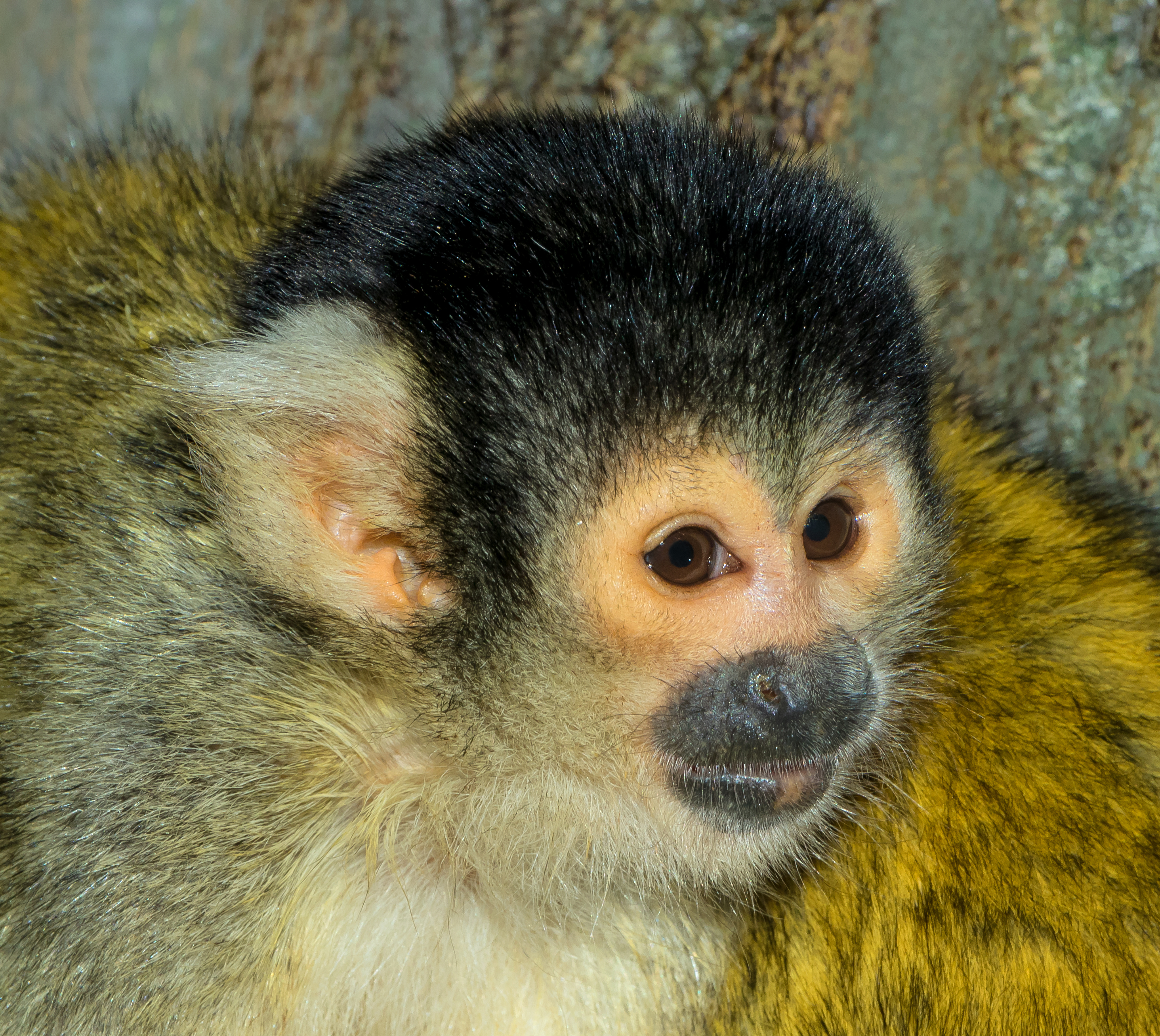
Portrait d'un Saimiri boliviensis au zoo de Karlsruhe.

Dessus gris agouti. Avant-bras et extrémité des membres jaune doré brillant. Poitrine blanchâtre. Queue grisâtre, chamois agouti ou noirâtre. Les spécimens de (S. b. pluvialis) seraient plus sombres mais les individus à tendance mélanique existeraient un peu partout sur l’aire de distribution. Couronne et tache préauriculaire noirâtres chez les deux sexes (pour S. b. boliviensis), agouti chez le mâle et noirâtres chez la femelle (pour S. b. jaburuensis), agouti et parsemées de poils noirs chez le mâle et noires ou agouti noirâtre chez la femelle (pour S. b. peruviensis). Oreilles touffues. L’arche au-dessus des yeux est de type Roman (arrondi) alors qu’elle est de type Gothique (en pointe) chez le saïmiri commun (S. sciureus).
Les mâles jeunes ont de 6 à 8 ans, ils sont sveltes et élancés ; les mâles dans la force de l’âge ont entre 8 et 12 ans, ce sont les plus étoffés physiquement ; les vieux mâles (au-delà de 12 ans) sont parfois maigres, ont une démarche raide et leur front est grisonnant.

## Mensurations
Corps : 31 cm. Queue : 36 cm. Poids de 0,963 à 1,088 kg (M) et de 0,7 à 0,9 kg (F). Caryotype : 2n = 44.

## Domaine

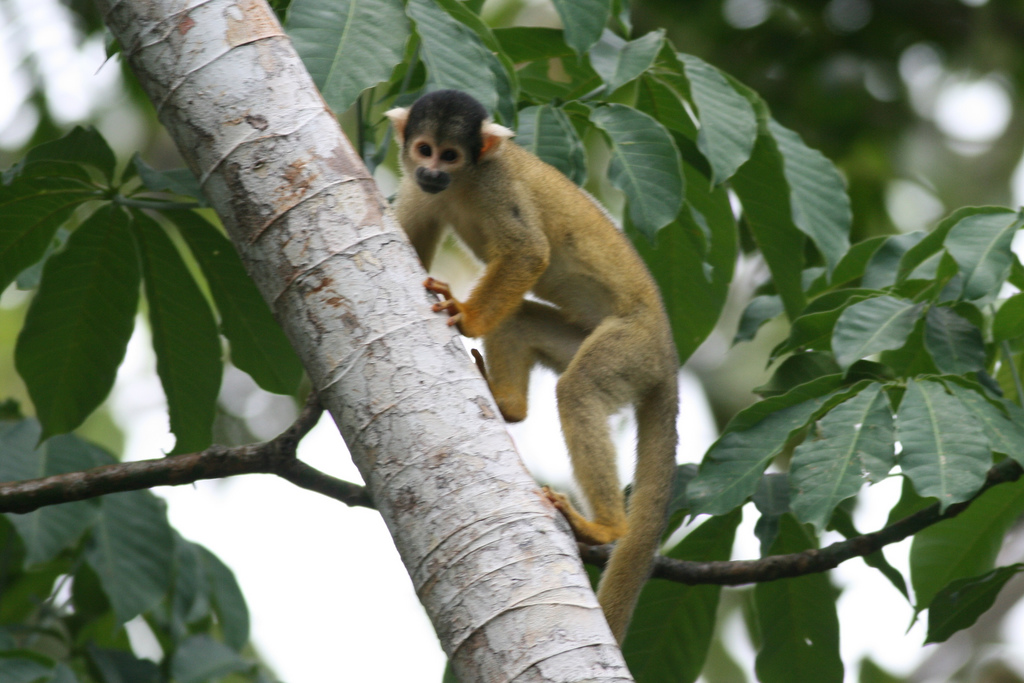
Saïmiri de Bolivie (Madidi National, Bolivie).

De 2,5 à 5 km2 (sud-est du Pérou).

## Densité
De 151 à 528/km² (sud-est du Pérou).

## Locomotion
Quadrupède.

## Comportements basiques
Diurne. Arboricole.

## Activités
Budget d’activités (PN de la Manu, sud-est du Pérou) : recherche d’insectes (50 %), consommation de plantes (11 %), déplacements (27 %), repos (11 %), grooming (< 2 %).

## Alimentation
Frugivore-insectivore. Consomme beaucoup de chenilles. Budget d’alimentation (PN de la Manu) : insectes (82 %), fruits et graines (18 %). Durant la saison sèche, il se concentre sur les figues. Bien qu’il soit supplanté par le capucin brun (Cebus (S.) apella) dans la compétition alimentaire qui l’évince des riches sites fruitiers, il s’associe fréquemment avec cette espèce parce qu’elle est la seule capable d’ouvrir les noix de palme. En période de pénurie, les saïmiris sont bien contents de pouvoir profiter des noix rejetées par leurs concurrents.
Dans le PN de Pacaya-Samiria (Pérou), il consomme les fruits du mombin (Spondias mombin), d’une anone (Annona sp.), d’un poivrier (Xylopia sp.), d’un pouroumier (Pourouma sp.), de deux espèces d’inga (Inga spp.), d’un gnetum (Gnetum sp.), du charichuelo (Rheedia acuminata), d’un matapalo (Coussapoa sp.) et de trois espèces de figuiers.

## Taille du groupe
De 50 à 70 (PN de la Manu). 48 (de 40 à 57), dans les Sierras de Contamana, Pérou (d’après Aquino et al.).

## Structure sociale et système de reproduction
Groupe multimâle-multifemelle. Polygamie. Sex-ratio : 2,5. Clubs de célibataires de 2 à 10 membres, composés exclusivement de mâles adultes d’âges divers mais le plus souvent jeunes. Ces clubs se tiennent en périphérie de la troupe sauf lors de la saison de reproduction.

## Hiérarchie
La hiérarchie de domination est linéaire et marquée chez les mâles, les femelles aussi ont chacune leur rang mais la hiérarchie paraît moins marquée. La très grande majorité des interactions mâles sont de type agonistiques (défis ou attaques), surtout à la saison des amours, alors que les femelles sont plus tolérantes entre elles, on les rencontre volontiers se reposant ensemble, le corps ramassé, tête baissée, la queue enroulée sous le corps autour du dos. Chez le saïmiri de Bolivie et le maki catta (lémurien de Madagascar), les femelles dominent comportementalement les mâles durant une grande partie de l’année et la saison de reproduction s’avère très courte. Pareille synchronisation entraîne la création de classes d’âge.

## Dispersion
À peine ont-ils acquis leur indépendance locomotrice, les juvéniles mâles nés la même année tendent à se regrouper en petits clans de jeu unimâles. À l’état de subadulte, entre 4,5 et 5,5 ans, les mâles émigrent de leur troupe natale, les femelles étant philopatriques. Ils le font par paire ou en mini-groupe d’individus familiers voire apparentés (car il arrive certaines années qu’un ou deux mâles fécondent la majorité des femelles) et ces associations d’émigration constitueront le noyau des clubs de jeunes adultes célibataires. L’émigration simultanée de frères ou de demi-frères de la même classe d’âge est appelée dispersion parallèle. Au début de leur vie d’adulte, les saïmiris ne sont donc pas encore intégrés dans une troupe mixte et doivent attendre quelque dix mois avant d’y accéder et de devenir des mâles résidents. Pour ce faire, comme lors de leur première émigration, les jeunes mâles adultes forment des alliances de 2 à 4 individus pour tenter de pénétrer la troupe mixte. L’irruption de membres d’un club de célibataires occasionnent moult vocalisations chez les individus de la troupe mixte. Les femelles profèrent des cris de menace spécifiques qui sollicitent l’aide des mâles résidents. Ces derniers approchent et pourchassent les intrus. Avant, durant et après ces pourchassements, les résidents ligués émettent en chœur des vocalisations plaintives spécifiques baptisées ‘whine-chaun-chaun’ par Mitchell. Ils produisent également des démonstrations génitales à plusieurs, un comportement typique des saïmiris.
Les mâles résidents changent plusieurs fois de troupe mixte au cours de leur vie, toujours par minigroupes d’individus du même âge et de rang hiérarchique équivalent. Ces migrations s’expliquent par la volonté d’améliorer leur statut ou d’intégrer une troupe plus prometteuse (où la majorité des femelles entrent en œstrus).
En conclusion, chez le saïmiri de Bolivie, les mâles d’une même classe d’âge se réunissent donc en alliances restreintes (2 à 4 individus) mais de longue durée. En s’associant, les mâles ligués luttent en interne pour un meilleur accès aux femelles réceptives, améliorent leurs chances d’intégrer un nouveau groupe et diminuent les risques de prédation lors des migrations. D’autres primates mâles transfèrent par jeunes du même âge lors de leur première migration (vervet, macaque crabier, babouin) et s’allient bien que non apparentés (hurleur roux, macaque bonnet chinois) mais l’originalité sociale de cette espèce tient dans ce que la stabilité des coalitions intermâles se perpétue sur plusieurs migrations à la manière de petits gangs en déplacement.

## Reproduction
Rien ne peut s’opposer à l’incrustation des célibataires lors de la saison des amours. Cette période des amours s’avère d’une grande violence avec une escalade physique qui entraîne des morsures sérieuses parfois fatales. Les mâles d’associations différentes s’affrontent impitoyablement, à un contre un, pour l’accès aux femelles en chaleur. Les célibataires profitent de l’épuisement des résidents pour les renverser. On rapporte le cas d’une alliance de quatre jeunes célibataires ayant pris le pouvoir (les quatre plus hautes places) dans une troupe mixte durant la période de reproduction et l’ayant gardé deux ans de suite. Les vieux mâles, pour leur part, son hors jeu : ils se reproduisent peu, leur immigration solitaire ne suscite guère de trouble social, ils sont en fin de carrière reproductive voire en fin de vie.
Les accouplements ne s’observent qu’entre mars et mai et les mises bas se déroulent sur un mois autour d’octobre.

## Communication orale
Appel ‘girren’ propre à cette espèce.

## Menaces
Trafic. Utilisé pour la recherche médicale et spatiale.

## Conservation
P. municipal de Pimenta Bueno, SE de la Serra dos Três Irmãos (Brésil). PN de Pacaya-Samiria, PN de Tingo María, PN de la Manu, R. nationale du Tambopata et PN de Bahuaja-Sonene, Zone réservée du haut Río Purús (Pérou). RE du Río Tahuamanú, R. nationale de Manuripi, R. des Rios Blanco y Negro, PN d’Amboró et R. de la Biosphère du Béni (Bolivie).